# New Earswick
New Earswick est un village et une paroisse civile du Yorkshire du Nord, en Angleterre. Il est situé au nord de la ville d'York, sur la rive ouest de la rivière Foss, un peu en aval du village d'Earswick. Administrativement, il relève de l'autorité unitaire de la Cité d'York. Au recensement de 2011, il comptait 2 737 habitants.

## Histoire
New Earswick est un model village (en) fondé au début du XXe siècle par le philanthrope Joseph Rowntree à destination des travailleurs et cadres de la ville d'York, y compris les plus pauvres. L'architecte Raymond Unwin est responsable des vingt-huit premières maisons, qui sont édifiées entre 1902 et 1904. Le village est géré par le Joseph Rowntree Housing Trust.
Jusqu'en 1996, New Earswick relevait du district du Ryedale.

## Étymologie
Earswick est un nom d'origine vieil-anglaise. Il est construit à partir du nom de personne Æthelric, avec le suffixe wīc désignant une ferme ou une demeure, soit « la ferme d'Æthelric ». Il est attesté sous la forme Edresuuic dans le Domesday Book, à la fin du XIe siècle.